# Chambers megye (Alabama)
Chambers megye az Amerikai Egyesült Államokban, azon belül Alabama államban található. Megyeszékhelye Lafayette, legnagyobb városa Valley. Chambers megye az állam kelet-középső részén fekszik. A tizenkilencedik és huszadik század elején textilipar központja, és a  WestPoint Stevens gyártóóriás otthona volt, amelynek két konföderációs veterán volt az alapítója, a Georgia állambeli West Pointban. A megyében született Joe Louis bokszoló és a legendás jogász, Pat Garrett is. A megyét egy választott hattagú bizottság irányítja.
Lakosainak száma 34 772 fő (2020. április 1.). Chambers megye Randolph, Troup, Harris, Lee és Tallapoosa megyékkel határos.

## Története
Chambers megyét 1832. december 18-án alapították, az 1832-es cussetai szerződés során az Egyesült Államoknak átengedett egykori Creek indián területen. A megyét Henry H. Chambers szenátorról nevezték el. Chambers megyében is a a gyapottermesztés volt a fő bevételi forrás a polgárháború előtt. 1851-ben a terület gazdasági fejlődésnek indult amikor megépült a  Montgomery és a West Point felől érkező vasút vonal Cusseta városáig. A polgárháború alatt a Konföderációs csapatok felépítették a Fort Tyler erődöt Chambers megyében, hogy megvédje a vasúti hidat, és a konföderációs csapatok fegyvereit és egyéb készleteit. West Point városában, Georgia államban, közvetlenül a megyehatár másik oldalán. Az uniós sereg csapatai elfoglalták az erődöt, és megsemmisítették a vasutat a West Point-i csata során, amely a háború egyik utolsó csatája volt. A régió gazdasága  a polgárháború után visszaesett, de javulás állt be, amikor a helyi üzletemberek és ültetvényesek 1866-ban két textilgyárat alapítottak. Ugyanezen év augusztusában James McClendon West Pointból megalapította a Chattahoochee Manufacturing Company-t, a Chambers megyei George Huguley pedig megalapította az Alabama és Georgia Manufacturing Company-t. Mindkét szövöde 1869-ben kezdte meg a termelést a Chattahoochee folyó vízenergiájának felhasználásával, de az 1873-as válság idején kénytelenek voltak ideiglenesen bezárni. 1880-ban a Chattahoochee Manufacturing Company-t átnevezték West Point Manufacturing-re. A West Point Manufacturing 1921-ben felvásárolta az Alabama és Georgia Manufacturing Company-t. Ahogy a West Point cég egyre jobban növekedett három új szövödét is alapítottak a környező településeken Fairfaxban, Riverdale-ben és Lannetben. Mind a négy szövöde a vállalat tulajdonában lévő városokban működött, ahol a dolgozóknak és családjaiknak iskolát, lakást, szabadidős létesítményeket biztosítottak. Végül a négy szövöde „a Völgy” néven vált ismertté, és 1980-ban a négy város közül három (Lanett 1895-ben már bejegyzett város lett) polgárai összefogtak, hogy új várost alapítsanak Valley néven, amely jelenleg a legnagyobb népesedési központ a megyében.

## Népesség
A 2020-as népszámlálási becslések szerint Chambers megye lakossága 34 772 fő volt. A következő eloszlás szerint
| Rassz            | lélekszám | százalék | rangsor az állam 67 megyéje közül |
| ---------------- | --------- | -------- | --------------------------------- |
| Teljes           | 34772 fő  | 0,69     | 34                                |
| Fehér            | 18616 fő  | 53,5     | 48                                |
| Afroamerikai     | 13441 fő  | 38,7     | 21                                |
| Spanyol          | 1237 fő   | 3,6      | 27                                |
| Több rasszú      | 896 fő    | 2,6      | 31                                |
| Ázsiai           | 385 fő    | 1,1      | 14                                |
| Őslakos és egyéb | 197 fő    | 0,6      | 33                                |

A megyeszékhelynek, LaFayette-nek 2922 lakosa volt.
 További jelentős települések a megyében: Valley, Five Points és Lanett.
A háztartások mediánjövedelme 43 875 dollár volt, szemben az állam egészére vonatkozó 52 035 dollárral, az egy főre jutó jövedelem pedig 24 088 dollár volt, szemben az állam egészének 28 934 dollárjával.
A megye népességének változása:
| Lakosok száma | 34 110 | 33 995 | 34 074 | 34 162 | 34 123 | 34 772 |
|               | 2010   | 2011   | 2012   | 2013   | 2015   | 2020   |

## Gazdaság
Chambers megye gazdaságának mindig is a gyapot volt a hajtóereje. A polgárháború előtt a területen kis mezőgazdasági egységek voltak melyek a gyapothoz kötődtek, A polgárháború utáni visszaesés ellensúlyozására megjelent a területen a textilipar. A Chattahoochee Manufacturing Company-t és az Alabama és Georgia Manufacturing Company-t 1866-ban alapították, majd 1880-ban a Chattahoochee Manufacturing Company-t átszervezték West Point Manufacturing-re, és az üzemet Langdale Mills-re keresztelték, amely egy a cég köré épülő város központjává vált. A cég szövödéket nyitott Fairfaxban és Lanettben, és 1921-ben felvásárolta az Alabama és Georgia Manufacturing céget, amelyet Riverdale Mill névre neveztek át. A virágzó szövödék törölközőket és egy nehéz anyagból készült vászont gyártottak. 1965-ben a West Point cég részvényeit tőzsdére bocsátották a New York-i tőzsdén. Ugyanebben az évben a cég egyesült a maine-i Pepperell Manufacturing-el, és 1988-ban felvásárolta a J.P. Stevens Inc-t. 1880-tól 1990-ig a vállalat egyetlen család, a Laniers család tulajdonában volt. 1993-ban a cég nevét WestPoint Stevensre változtatták. Ma a cég az ágynemű- és fürdőlepedők vezető gyártója.

## Foglalkoztatás
A 2020-as népszámlálási becslések szerint Chambers megyében a munkaerő a következő ipari kategóriák között oszlik meg:
- Feldolgozóipar (30,4 százalék)
- Oktatási szolgáltatások, valamint egészségügyi és szociális segítségnyújtás (18,2 százalék)
- Kiskereskedelem (8,7 százalék) *Szakmai,tudományos,menedzsment, adminisztratív és hulladékgazdálkodási szolgáltatások (7,8százalék)
- Művészet, szórakoztatás és rekreáció, valamint szállás- és vendéglátás (6,6 százalék)
- Szállítás és raktározás, és közüzemi szolgáltatások (5,3 százalék)
- Pénzügy és biztosítás, valamint ingatlanügyletek, bérbeadás és lízing (4,3 százalék)
- Közigazgatás (4,3 százalék)
- Építőipar (4,2 százalék)
- Egyéb szolgáltatások, kivéve a közigazgatás (3,7 százalék)
- Mezőgazdaság, erdőgazdálkodás, halászat és vadászat , és kitermelő (2,3 százalék)
- Információ (2,2 százalék)
- Nagykereskedelem (2,0 százalék)

## Oktatás
A Chambers megyében 16 iskola és három magániskola található, ezenkívül Lanett városában két iskola van.

## Földrajz

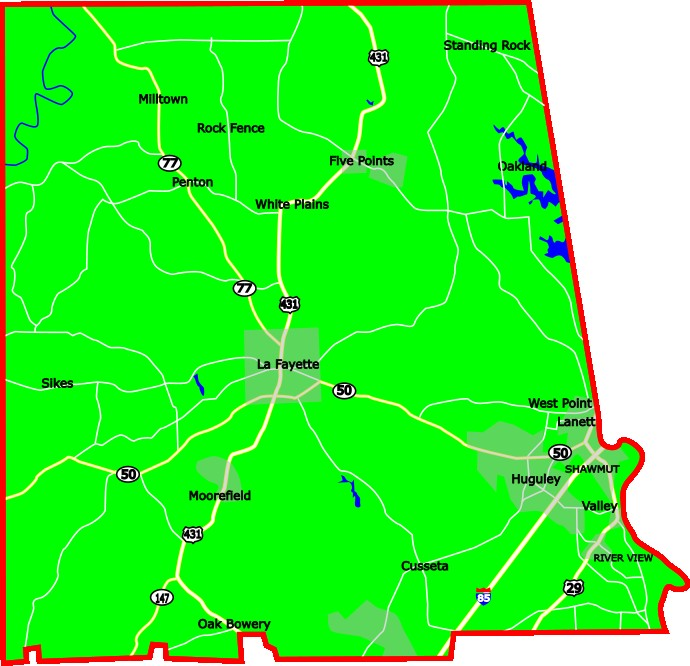
Chambers megye (Alabama) térképe

Az 1562 négyzetkilométer területű Chambers megye az állam keleti-középső részén, teljes egészében a piemont fensikon fekszik. A Tallapoosa folyó a megye északnyugati részén halad végig, és számos patak, mint például a Chikasonoxee, Allen, Chatahospee és Osanippa folynak a megye területén. Ezenkívül a Chattahoochee folyó a megye keleti határa mentén halad. Az Interstate 85 autópálya Chambers megye fő közlekedési útvonala, amely északkelet-délnyugati irányban halad a megye távoli keleti sarkában. Az US 29 és US 431 a megye másik két fő közlekedési útja. A Lanett Municipal Repülőtér és a Valley repülőtér a megye nyilvános repülőterei.

## Események és érdekes helyek
Chambers megyében számos vízi út található melyek a vizhez kapcsolodó kikapcsolódási lehetőségeket kinálnak. Ezenkívül itt található a West Point Lake, az Egyesült Államok második legnagyobb mesterséges tava is. A megye textilgyárai, Fairfax, Langdale, Riverview és Shawmut szerepelnek a Történelmi Helyek Nemzeti Nyilvántartásában, és bepillantást engednek a tizenkilencedik század végén és a huszadik század elején egy cég által létrehozott városok életébe.